# Porte Maillot (stanice metra v Paříži)

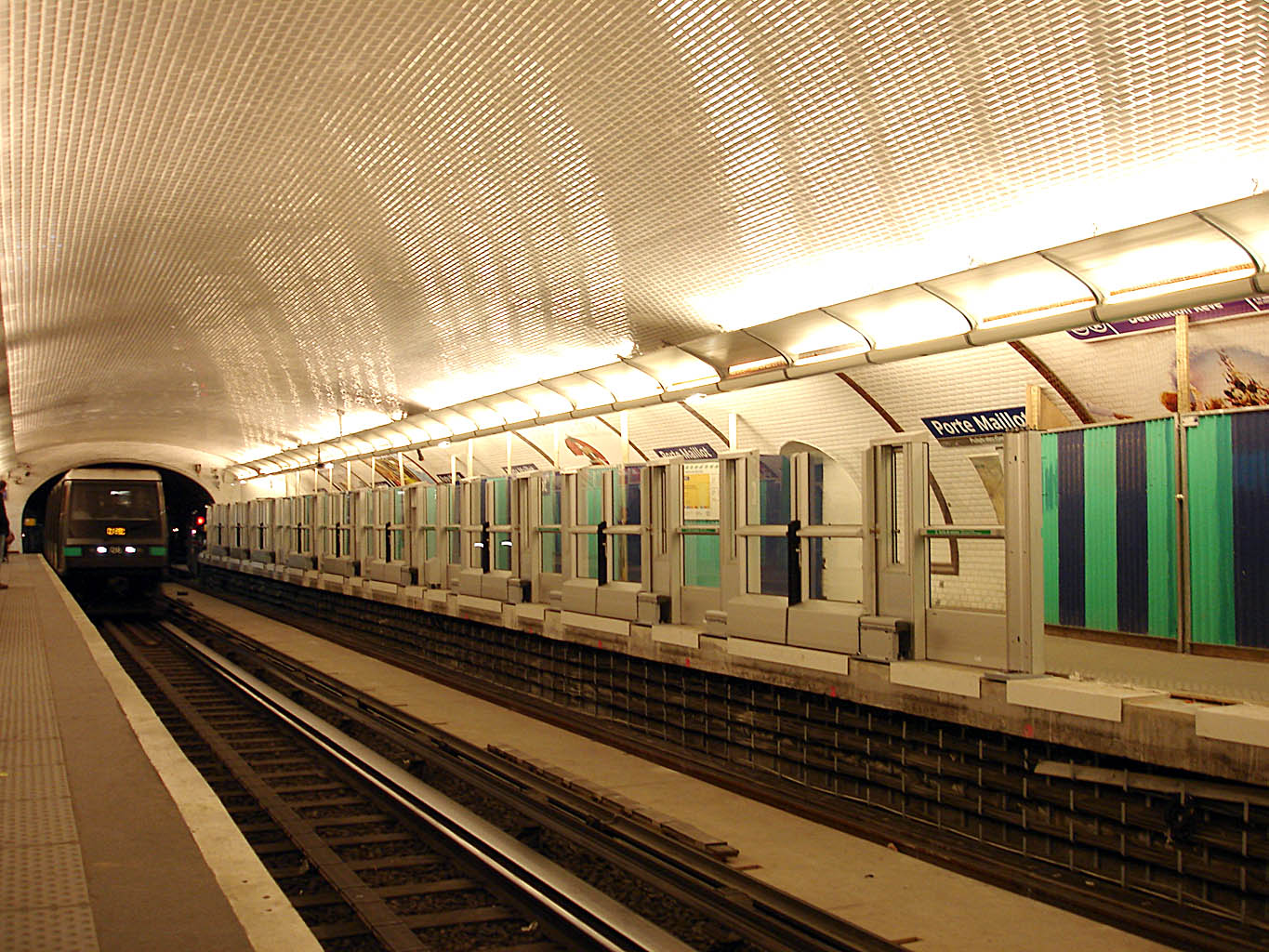
Dveře instalované na nástupišti ve směru Château de Vincennes

Porte Maillot je stanice pařížského metra na lince 1 ležící na hranicích 16. a 17. obvodu v Paříži. Je z ní umožněn přestup na linky RER C, RER E a tramvajovou linku 3b. Stanice se nachází pod Place de la Porte Maillot mezi Avenue Charles de Gaulle v Neuilly-sur-Seine a Avenue de la Grande Armee v Paříži. Stanice byla původně konečnou linky 1 a je nejzápadnější stanicí linky 1 ve vnitřní Paříži.

## Historie
Původní stanice Porte Maillot byla otevřena 19. července 1900 jako součást vůbec prvního úseku pařížského metra. Jednalo se o konečnou stanici, proto zde byla vybudována smyčka, aby se vlaky mohly snadno otáčet a vracet se zase zpět do města. Skládala se ze dvou tunelů, v každém z nich bylo centrální nástupiště a boční koleje. Byla umístěna pod Avenue de la Grande Armee.
V roce 1937 byla v důsledku prodloužení linky 1 do Pont de Neuilly stanice přemístěna pod náměstí, protože smyčka ve stanici neumožňovala další prodloužení linky. Dne 25. září 1988 byl zprovozněn přestup z linky 1 na linku RER C.
V roce 1992 byla stará stanice přestavěna jako kolejové depo a v roce 2007 přestavěna na dílny pro nové vozy MP 05 bez řidiče, které budou od roku 2010 jezdit na lince 1.
V rámci modernizace a přechodu na automatický provoz na lince 1 byla o víkendu 6. a 7. září 2008 rozšířena nástupiště. Stanice Porte Maillot byla první stanicí na lince 1, kde byly instalovány automatické dveře. Stalo se tak koncem roku 2008 na nástupišti ve směru na Château de Vincennes.

## Název
Stanice byla pojmenována po bráně, která vedla do Bois de Boulogne. Původní název brány zněl Porte Mahiaulx, později Porte Mahiot až k současnému názvu.
Na informačních tabulích je oficiální název stanice doplněn ještě podnázvem psaným malým písmem: Palais des Congrès.

## Vstupy
Stanice má několik vchodů a východů:
- Palais des Congrès
- Boulevard Gouvion Saint-Cyr
- Place de la Porte Maillot
- Avenue de la Grande Armée
- Avenue de Malakoff
- Avenue Charles de Gaulle
- Rue de Chartres

## Zajímavosti v okolí
U stanice se nachází kongresový palác (Palais des Congrès), do kterého je přímý vstup z chodeb při přestupu mezi metrem a RER.
Z blízkého parkoviště odjíždějí autobusy na letiště Beauvais.